# Тікласи
Тікласи (ест. Tiklasõ), також Тікласе, Тікласте, Тікліца, Тіклісте, Тіклатсі, Тігласе, Тігласте — село в Естонії, входить до складу волості Меремяе, повіту Вирумаа.